# NGC 6857
NGC 6857 est une nébuleuse en émission située dans la constellation du Cygne, à une distance de la Terre comprise entre 25 000 et 29 000 a.l.. NGC 6857 a été découverte par l'astronome germano-britannique William Herschel en 1784.
NGC 6857 est une petite région HII "compacte" coïncidant avec la nébuleuse Sh2-100, dont elle fait tout simplement partie. Elle est située dans la partie centre-sud de la constellation, au bord d'un tronçon très lumineux de la Voie lactée, près du tronçon obscurci par les grands complexes des nébuleuses du Grand Rift. Elle a une forme trapue plus brillante sur le bord oriental. La meilleure période pour son observation dans le ciel du soir se situe entre les mois de juin et novembre.
C'est une petite région H II, située sur le Bras de Persée, à une distance d'environ 7 780 pc (∼25 400 al) à environ 8 900 pc (∼29 000 al) selon les sources. Dans les deux cas, on pense qu'elle est associée à la grande région de formation d'étoiles, liée à la source radio forte W58, située à la même distance et donc dans le même environnement galactique. W58 apparaît divisé en trois composants principaux, appelés respectivement W58A, W58B et W58C. Le dernier composant est à son tour constitué de deux régions H II ultra-compactes, indiquées par C1 et C2, auxquelles deux filaments étendus plus faibles sont connectés, désignés C3 et C4 et s'étendant respectivement au nord-ouest et au sud-est des deux nuages principaux. À l'intérieur du nuage ultra-compact C1 a été découvert un maser à émission OH, catalogué sous l'acronyme ON 3. À cela s'ajoutent deux autres masers à émission H2O, l'un à émission CH3OH et l'autre à émission OH, toujours identifié dans la direction de W58, plus trois sources de rayonnement infrarouge cataloguées comme IRAS 19589+3320, IRAS 19598+3324 et IRAS 19597+3327. La seconde de ces trois sources coïncide en fait avec la région compacte H II W58A,. La nébuleuse voisine Sh2-99 serait également située dans la même région de formation d'étoiles.

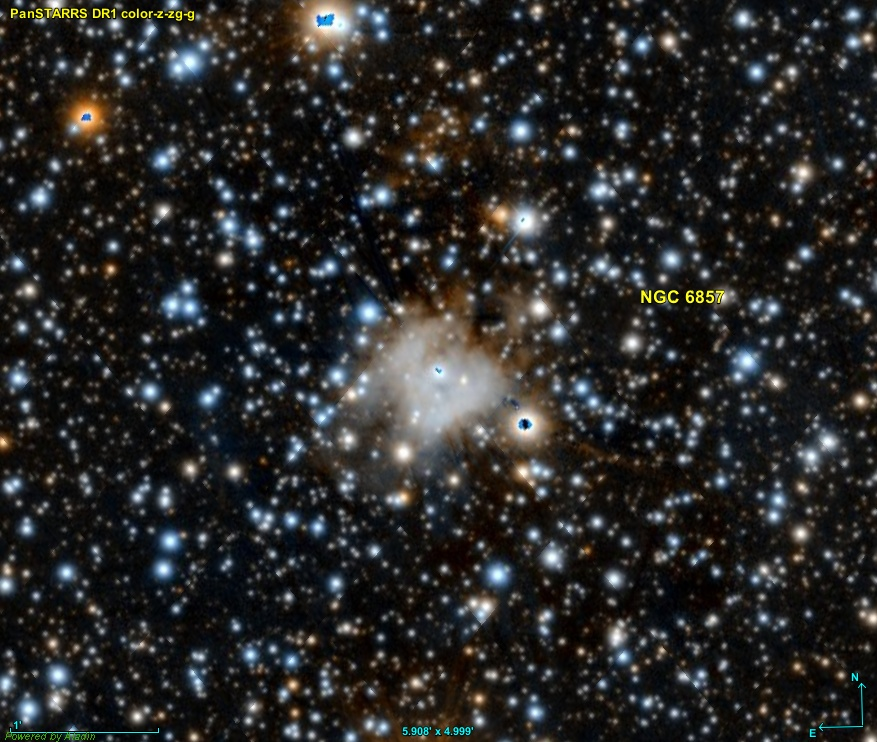
NGC 6857 par le relevé Pan-STARRS.

## Sources de la traduction
- (it) Cet article est partiellement ou en totalité issu de l’article de Wikipédia en italien intitulé « NGC 6857 » (voir la liste des auteurs).